# The Chronicle of the Black Sword
Albums de Hawkwind
This Is Hawkwind, Do Not Panic
(1984) Live Chronicles
(1986)
The Chronicle of the Black Sword est le quatorzième album studio du groupe de space rock britannique Hawkwind. Il est sorti en 1985 sur le label Flicknife Records.
C'est un album-concept retraçant l'histoire d'Elric de Melniboné, héros de fantasy inventé par l'écrivain Michael Moorcock, collaborateur de longue date du groupe. Le titre fait référence à son épée Stormbringer.
Après une période confuse, la composition de Hawkwind finit par se stabiliser : le bassiste Harvey Bainbridge laisse sa place à Alan Davey, mais reste membre du groupe responsable des claviers, et le poste de batteur est occupé par Danny Thompson Jr., fils du violoncelliste Danny Thompson.
La tournée de promotion de The Chronicle of the Black Sword donne lieu à l'album Live Chronicles, sorti l'année suivante.

## Fiche technique

### Chansons

#### Album original
| 1. | Song of the Swords  | Dave Brock                    | 3:25 |
| 2. | Shade Gate          | Harvey Bainbridge             | 3:01 |
| 3. | The Sea King        | Huw Lloyd-Langton             | 3:23 |
| 4. | The Pulsing Cavern  | Harvey Bainbridge, Alan Davey | 2:33 |
| 5. | Elric the Enchanter | Alan Davey                    | 4:51 |

| 6.  | Needle Gun                | Dave Brock                    | 4:13 |
| 7.  | Zarozinia                 | Dave Brock, Kris Tait         | 3:21 |
| 8.  | The Demise                | Harvey Bainbridge, Dave Brock | 1:02 |
| 9.  | Sleep of a Thousand Tears | Dave Brock, Michael Moorcock  | 4:09 |
| 10. | Chaos Army                | Harvey Bainbridge, Dave Brock | 0:53 |
| 11. | Horn of Destiny           | Dave Brock                    | 6:21 |

L'édition CD de l'album inclut trois chansons supplémentaires :
| 12. | Arioch                                 | Alan Davey                   | 3:26 |
| 13. | Assault and Battery (en concert)       | Dave Brock                   | 3:39 |
| 14. | Sleep of a Thousand Tears (en concert) | Dave Brock, Michael Moorcock | 4:41 |

#### Rééditions
The Chronicle of the Black Sword a été réédité par Dojo Limited (au Royaume-Uni) et Griffin Music (aux États-Unis) en 1992 avec deux chansons supplémentaires :
| 12. | The War I Survived (en concert au Hammersmith Odeon le 22 avril 1988)     | Dave Brock, Alan Davey, Roger Neville-Neil | 4:00 |
| 13. | Voice Inside Your Head (en concert au Hammersmith Odeon le 22 avril 1988) | Harvey Bainbridge, Dave Brock              | 4:57 |

La réédition remasterisée de l'album parue en 2009 chez Atomhenge inclut cinq titres bonus. Les quatre derniers proviennent de l'EP The Earth Ritual Preview (en), sorti en 1984.
| 12. | Arioch             | Alan Davey                    | 3:26 |
| 13. | Night of the Hawks | Dave Brock                    | 5:07 |
| 14. | Green Finned Demon | Robert Calvert, Dave Brock    | 6:06 |
| 15. | Dream Dancers      | Harvey Bainbridge, Dave Brock | 1:28 |
| 16. | Dragons and Fables | Huw Lloyd-Langton             | 3:22 |

## Musiciens
- Dave Brock : guitare, claviers, chant
- Huw Lloyd-Langton : guitare, chœurs
- Harvey Bainbridge : claviers, chœurs
- Alan Davey : basse, chœurs
- Danny Thompson Jr. : batterie
- Dave Charles : percussions

### Classements et certifications
| Classement                    | Meilleure position |
| ----------------------------- | ------------------ |
| Royaume-Uni (UK Albums Chart) | 65                 |